# Société historique acadienne

Logo

La Société historique acadienne a été fondée en 1960 à Moncton, Canada, par Anselme Chiasson, Clément Cormier et Emery LeBlanc. Sa principale activité constitue la publication semestrielle des Cahiers. Les Cahiers proposent des articles scientifiques à thèmes variés: épisodes historiques, personnages acadiens, linguistique, sociologie et généalogie.

## Mission
La Société historique acadienne (SHA) fut fondée en 1960 dans le but de regrouper toutes les personnes qui s’intéressent à l’histoire acadienne. Son objectif principal est de se consacrer à la découverte, la collection et la publication de tout ce qui peut contribuer à mieux faire connaître et aimer l’histoire acadienne.

## Le prix Emery-LeBlanc
Le 15 avril 2013, la société d'histoire a créé le prix Emery-LeBlanc, en hommage à l'un de ses fondateurs.  Le premier récipient du prix était Ronnie-Gilles LeBlanc. Il a remporté ce prix pour sa contribution à la préservation du patrimoine acadien et ses efforts pour diffuser les recherches sur l’Acadie.  Le prix lui fut décerné le 29 septembre 2013.
Gagnant du prix Emery-LeBlanc 2016 - Edgar Léger
Gagnant du prix Emery-LeBlanc 2019 - Oscar Duguay

## Colloques
La SHA organise, traditionnellement, quelques colloques par année. Comme exemple, durant la Semaine du Patrimoine 2013, la Société historique acadienne organisa un colloque intitulé "L’Acadie, l’histoire et l’éducation".  Ce colloque avait comme objectif de permettre de faire connaître au public la contribution de l’Université de Moncton et de la Société historique acadienne au progrès de l’histoire et du patrimoine acadiens.  Plusieurs intervenants, conservateurs et historiens ont présenté le fruit de leur recherche lors de ce colloque, qui s'est tenu le 16 février 2013, à Moncton.